# Lalita Sehrawat
Lalita Sehrawat (14 de junio de 1994), es una luchadora india de lucha libre. Se clasificó en el puesto 15º en Campeonato Mundial de 2015. Ganó una medalla de bronce en Campeonato Asiático de 2015. Ganadora de la medalla de plata en Juegos de la Mancomunidad de 2014.